# حشره‌خوار خرطومی سیاه و حنایی
حشره خوار خرطومی سیاه و حنایی (نام علمی: Rhynchocyon petersi) نام یک گونه از سرده حشره‌خوارهای خرطومی است.
این گونه فقط در آفریقا یافت می‌شود. بالغ‌های این گونه دارای بدنی هستند به طول ۲۸ سانتی‌متر با وزنی در حدود ۴۵۰–۷۰۰ گرم. این حیوان بومی کنیا و تانزانیا است.